# Pik As (Hamburg)
Pik As ist der Name einer Übernachtungsstätte für obdachlose Männer in Hamburg. Diese befindet sich in der Hamburger Neustadt. Das Pik As ist die älteste Obdachlosenunterkunft in Deutschland. An Frauen werden Schlafplätze nur in Ausnahmefällen vermittelt, so etwa beim G20-Gipfel in Hamburg 2017.

## Geschichte
Die Obdachlosenunterkunft wurde im Jahr 1913 fertiggestellt und als sogenanntes Polizei-Asyl in Betrieb genommen. Von der damaligen Amtsbezeichnung „P.As.“ leitet sich die umgangssprachliche Bezeichnung Pik As ab. 1937 wechselte die Zuständigkeit für die Obdachlosenunterkunft von der Polizei- zur Sozialbehörde.

## Trägerschaft
Die Trägerschaft für die Obdachlosenunterkunft liegt bei fördern und wohnen, einer Anstalt öffentlichen Rechts. Eigentümerin der Anstalt ist zu 100 % die Freie und Hansestadt Hamburg.

## Sollplätze
210 Sollplätze (2013) stehen in dem vierstöckigen Haus in 65 Zimmern mit zwei bis zwölf Betten zur Verfügung. Über die Sollzahl hinaus besteht eine unbedingte Aufnahmeverpflichtung. Nach dem Sicherheits- und Ordnungsgesetz der Freien und Hansestadt Hamburg (SOG) wird durch die sofortige Vergabe eines Bettplatzes (in Verbindung mit einem verschließbaren Schrank) unfreiwillige Obdachlosigkeit unmittelbar abgestellt. Eine Aufnahme kann zu jeder Zeit, rund um die Uhr, erfolgen.

## Pik As in den Medien
Im Jahr 1975 erschien das Buch 13 unerwünschte Reportagen von Günter Wallraff. Im ersten Kapitel des Buches, Asyl ohne Rückfahrkarte, beschreibt er Tage, die er im Pik As verbrachte. Er schildert einige Männer und ihre dort stagnierenden Lebenswege und machte mit seiner schonungslosen Beschreibung eine breitere Öffentlichkeit auf die Situation der Obdachlosen aufmerksam. Die Übernachtungsstätte Pik As ist darüber hinaus Thema von Rundfunkreportagen. Außerdem findet das Pik As in der deutschsprachigen Musik seinen Platz, beispielsweise bei den Urvätern des Deutsch Rock "Ihre Kinder", die dem Pik As ein Lied widmete. Ihre Kinder war eine Band aus Nürnberg um Sonny Hennig, Ernst Schultz, Muck Groh, Walter Schneider und Tommi Roeder.